# Soldatensender Belgrad

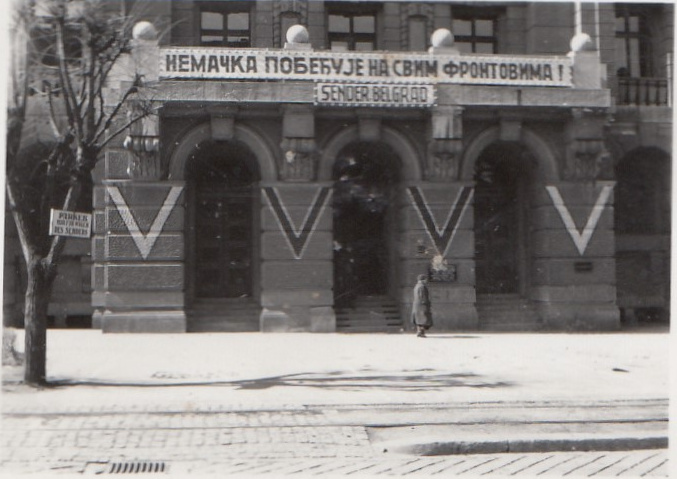
Sender Belgrad (Privataufnahme)

Der Soldatensender Belgrad, auch Radio Belgrad genannt, war ein deutscher Soldatensender in Belgrad, der Hauptstadt des im Zweiten Weltkrieg besetzten Serbien. In die Geschichte eingegangen ist der Sender durch das Lied Lili Marleen, das Radio Belgrad seit 1941 allabendlich kurz vor zehn Uhr abends ausstrahlte und zu seiner Erkennungsmelodie machte.

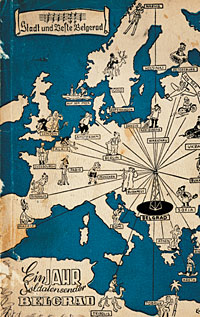
Einband der Propagandaschrift „Ein Jahr Soldatensender Belgrad“ (Belgrad 1943)

Das Auswärtige Amt erwarb im Mai 1941 den Mittelwellensender Belgrad; betrieben wurde er dann von der Wehrmacht. Mit Sendern in Saloniki und Athen wurde er im April 1942 zur Wehrmachtsendergruppe Südost zusammengeschlossen. Leiter war Leutnant Karl-Heinz Reintgen; das musikalische Programm verantwortete zwischen 1942 und 1944 Friedrich Meyer. Ein weiterer Mitarbeiter war der Journalist Gerhard Eckert. Schallplatten wurden vom Reichssender Wien zur Verfügung gestellt.
Der Sender war von Narvik bis Nordafrika zu empfangen und hatte bis zu 6 Millionen Zuhörer auf beiden Seiten der Fronten. Er sendete auf der Wellenlänge 437,3 m, was einer Mittelwellenfrequenz von 686 kHz entspricht.
Seine letzten Sendungen erfolgten vor dem Einmarsch der Roten Armee aus Bad Sauerbrunn aus der Hartigvilla. Die Technik wurde später vom RIAS verwendet. 